# 迪克·布什卡
迪克·布什卡（英語：Dick Boushka，1934年7月29日—2019年2月19日），美国男子篮球运动员。他曾代表美国获得1956年夏季奥运会篮球比赛男子金牌。他也在1959年泛美运动会上获得一枚金牌。